# Thüringen-Kliniken „Georgius Agricola“
Die Thüringen-Kliniken „Georgius Agricola“ sind ein Krankenhaus mit Standorten in Saalfeld/Saale, Rudolstadt und Pößneck. Die Kliniken befinden sich in kommunaler Trägerschaft des Landkreises Saalfeld-Rudolstadt und sind Akademisches Lehrkrankenhaus des Universitätsklinikums Jena. Mit derzeit etwa 2.000 Beschäftigten inklusive Auszubildenden, Praktikanten und Studenten sind die Thüringen-Kliniken eines der größeren Unternehmen in der Region und einer der größten Ausbildungsbetriebe in Ostthüringen. In Kooperation mit der Medizinischen Fachschule „Georgius Agricola“ und dem Pflegecampus des Bildungszentrums Saalfeld in Zusammenarbeit mit dem ÖKUS e. V. werden unter anderem die Berufe Pflegefachfrau und Pflegefachmann sowie Gesundheits- und Krankenpflegehelfer ausgebildet.

## Kliniken
An den drei Standorten in Saalfeld, Rudolstadt und Pößneck versorgen die Thüringen-Kliniken pro Jahr insgesamt etwa 65.000 stationäre sowie ambulante Patienten. Jährlich werden etwa 12.000 Operationen durchgeführt. Der Standort Pößneck verfügt über 108 Betten. In der Rudolstädter Klinik stehen 187 Betten zur Verfügung. Insgesamt verfügen die Thüringen-Kliniken über 824 Betten. Mit dem Tochterunternehmen Medizinischen Versorgungszentrum (MVZ der Thüringen-Kliniken) werden derzeit 35 Arztpraxen an sechs Standorten vorgehalten. Die Thüringen-Kliniken „Georgius Agricola“ beschäftigen 2.000 Mitarbeiter, davon 1.500 Beschäftigte, die in den Pflegeberufen und im nichtmedizinischen Bereich tätig sind. Mit dem Tochterunternehmen MVZ der Thüringen-Kliniken werden mehr als 30 Arztpraxen in den Landkreisen Saalfeld-Rudolstadt und Saale-Orla vorgehalten.

### Trägerschaft
Die Thüringen-Kliniken „Georgius Agricola“ GmbH sind ein kommunales Krankenhaus. Alleiniger Gesellschafter ist der Landkreis Saalfeld-Rudolstadt mit Landrat Marko Wolfram als Aufsichtsratsvorsitzendem.

#### Klinikleitung
- Geschäftsführer: Thomas Krönert[7]
- Pflegedienstleiterin:  Sylvia Aschenberner[7]
- Leitender Chefarzt: Herry Helfritzsch[7]

## Geschichte

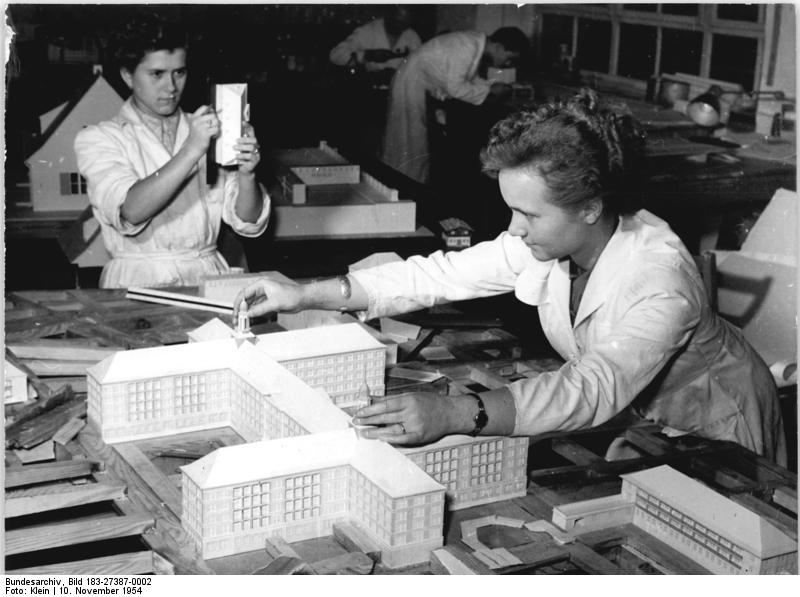
Architektinnen des Ministeriums für Aufbau fertigen ein Modell der geplanten Klinik in Saalfeld in 1954

Am 19. November 1953 erfolgte der erste Spatenstich für den Neubau des Krankenhauses in Saalfeld, und nur zwei Jahre später war das Hauptgebäude fast vollständig errichtet. Der Rudolstädter Künstler Alfred Priebe übergab dem Krankenhaus im Jahr 1957 die Bronzefigur „Krankenschwester mit Mutter und Kind“ – diese befindet sich auch heute noch im Rondell vor dem Haupteingang. Am 16. März 1961 wurde dem Krankenhaus in Saalfeld der Name „Georgius Agricola“ verliehen. Agricola war ein deutscher Wissenschaftler, der sich besonders durch Forschungen in den Bereichen Pädagogik, Medizin und Philosophie auszeichnete. Im Jahr 1962 entstand das Schwesternwohnheim am Saalfelder Rainweg. Dieses wird auch heute noch als Appartementanlage für Mitarbeiter und Studenten genutzt. Seit dem 1. Januar 1991 trägt das Krankenhaus in Saalfeld den Namen Thüringen-Klinik „Georgius Agricola“ GmbH. Im Herbst 2002 beschloss der Kreistag des Landkreises Saalfeld-Rudolstadt die Fusion des Saalfelder Krankenhauses mit dem kommunalen Krankenhaus Rudolstadt. Im Jahr 2003 fusionierten die Thüringen-Klinik "Georgius Agricola" Saalfeld und das Kreiskrankenhaus Rudolstadt zu den Thüringen-Kliniken "Georgius Agricola". Ein Jahr später erwarben die Thüringen-Kliniken das Krankenhaus Pößneck, das vormals dem Saale-Orla-Kreis gehörte. Damit wuchs die Mitarbeiterzahl auf 1.800 Beschäftigte an. Im Jahr 2005 wurde der Neubau eines Ärztehauses am Standort Saalfeld beschlossen. 

### Umstrukturierungen

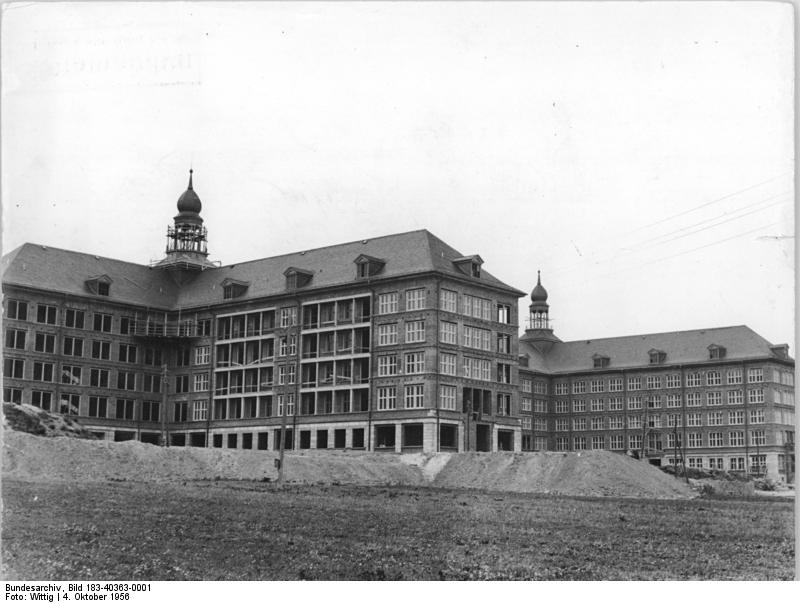
Kreiskrankenhaus Saalfeld 1956

Im Jahr 2019 übernahmen Manuela Faber und Chefarzt Dr. Thomas Krönert die Geschäftsführung der Thüringen-Kliniken „Georgius Agricola“. Seit dem Tod Fabers im Jahr 2020 führt Krönert die Geschäfte alleine. Ab 2020 wurden umfangreiche Umstrukturierungen geplant und nach und nach realisiert. Im Herbst 2023 wurde die Unfallchirurgie am Standort Pößneck geschlossen und an die Saalfelder Klinik verlagert. Ende 2023 bewilligte das Land Thüringen 91 Millionen Euro für einen Ausbau des Standortes Saalfeld zu einem modernen Medizin-Campus. Dies deckt etwa die Hälfte der veranschlagten Kosten ab, die andere Hälfte wird von den Thüringen-Kliniken „Georgius Agricola“ selbst übernommen. Das Vorhaben beinhaltet einerseits Umbauten der bestehenden Gebäude, aber auch Neubauten. So wird das denkmalgeschützte Haupthaus neu entstehen, dessen lange Flure und fehlende sanitäre Anlagen nicht mehr zeitgemäß sind. Zudem ist das Dach undicht. Der Altbau bleibt aber erhalten und ist zur Vermietung an Krankenkassen, Arztpraxen und ambulante Pflegedienste vorgesehen. Der Neubau wird kurze Wege zwischen Operationssälen, Patientenzimmern und Intensivstationen beinhalten, sowie eine moderne Klinikküche. Im Frühjahr 2024 wurden in diesem Zusammenhang konkrete Planungen aufgenommen, um einen Neubau des Bettenhauses am Standort Saalfeld zu errichten. Der Auftrag wurde einem Dresdner Architekturbüro bergeben. Im selben Zeitraum wird der Standort Pößneck der Thüringen-Kliniken „Georgius Agricola“ umfangreich umgebaut. Gleichzeitig erfolgt eine Neuausrichtung zu einem ambulanten Operationszentrum. Für den entsprechenden Umbau des Hauptgebäudes der Pößnecker Klinik, sowie den Anschluss an die bereits neu gebaute Klinik für Innere Medizin, die Notaufnahme und weitere Abteilungen steht den Thüringen-Kliniken „Georgius Agricola“ ein Budget von 26 Millionen Euro zur Verfügung. Gleichzeitig wird die Bettenzahl am Standort Pößneck reduziert.

## Kliniken und Institute
Die Thüringen-Kliniken Georgius Agricola GmbH mit überregionaler Versorgungsstruktur führen die Fachabteilungen:
- Allgemein-, Viszeral- und Thoraxchirurgie
- Anästhesie und Intensivmedizin
- Gefäßchirurgie
- Geriatrie
- Gynäkologie und Geburtshilfe
- Diagnostische und Interventionelle Radiologie
- Haut- und Geschlechtskrankheiten
- Innere Medizin
- Kinder- und Jugendmedizin
- Pathologie
- Psychiatrie, Psychotherapie und Psychosomatische Medizin
- Unfallchirurgie/Orthopädie und Wirbelsäulenchirurgie
- Urologie

sowie die Belegabteilungen
- HNO
- Mund-, Kiefer- und Gesichtschirurgie.

Zu den Thüringen-Kliniken „Georgius Agricola“ gehört eine hauseigene Apotheke. Diese wurde von 1993 bis 1995 grundlegend umgebaut und rekonstruiert, so dass eine moderne Klinikapotheke über zwei Ebenen entstand, die allen pharmazeutischen Anforderungen gerecht wird.

## Medizinisches Versorgungszentrum (MVZ)
Das Medizinische Versorgungszentrum (MVZ) der Thüringen-Kliniken „Georgius Agricola“ gehört zu den größten seiner Art in Thüringen. Zum Medizinischen Versorgungszentrum gehören 27 Arztpraxen. In enger Verzahnung mit dem Leistungsspektrum der Klinik wird die ambulante medizinische Versorgung in der Region gewährleistet. Das MVZ verfügt über Praxen für Angiologie, Chirurgie, Gynäkologie und Geburtshilfe, die hausärztliche Versorgung, Haut- und Geschlechtskrankheiten, Kinder- und Jugendmedizin, Neurologie, Orthopädie, Psychiatrie, Psychotherapie, Radiologie und Urologie.

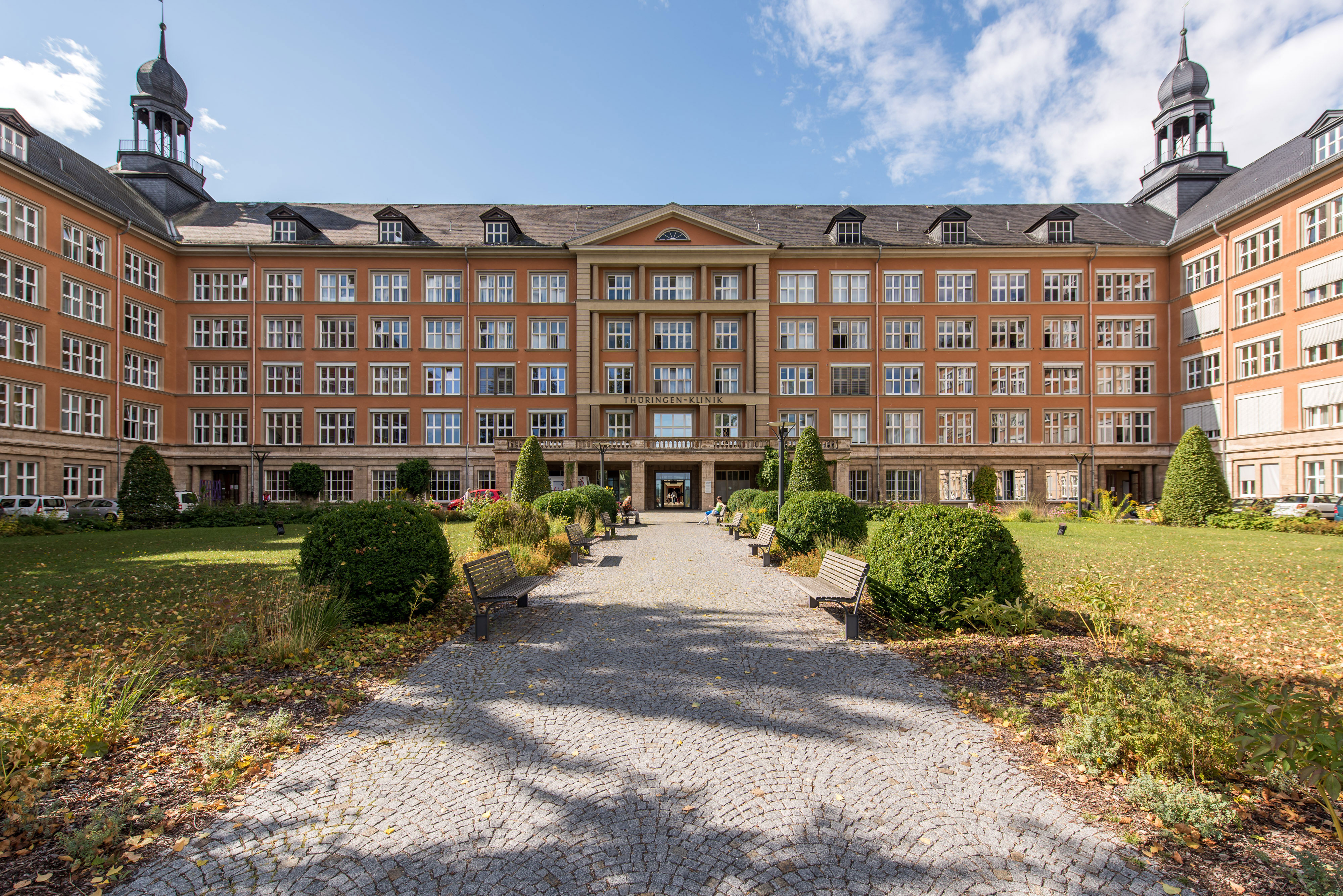
Klinikstandort Saalfeld, Rainweg 68
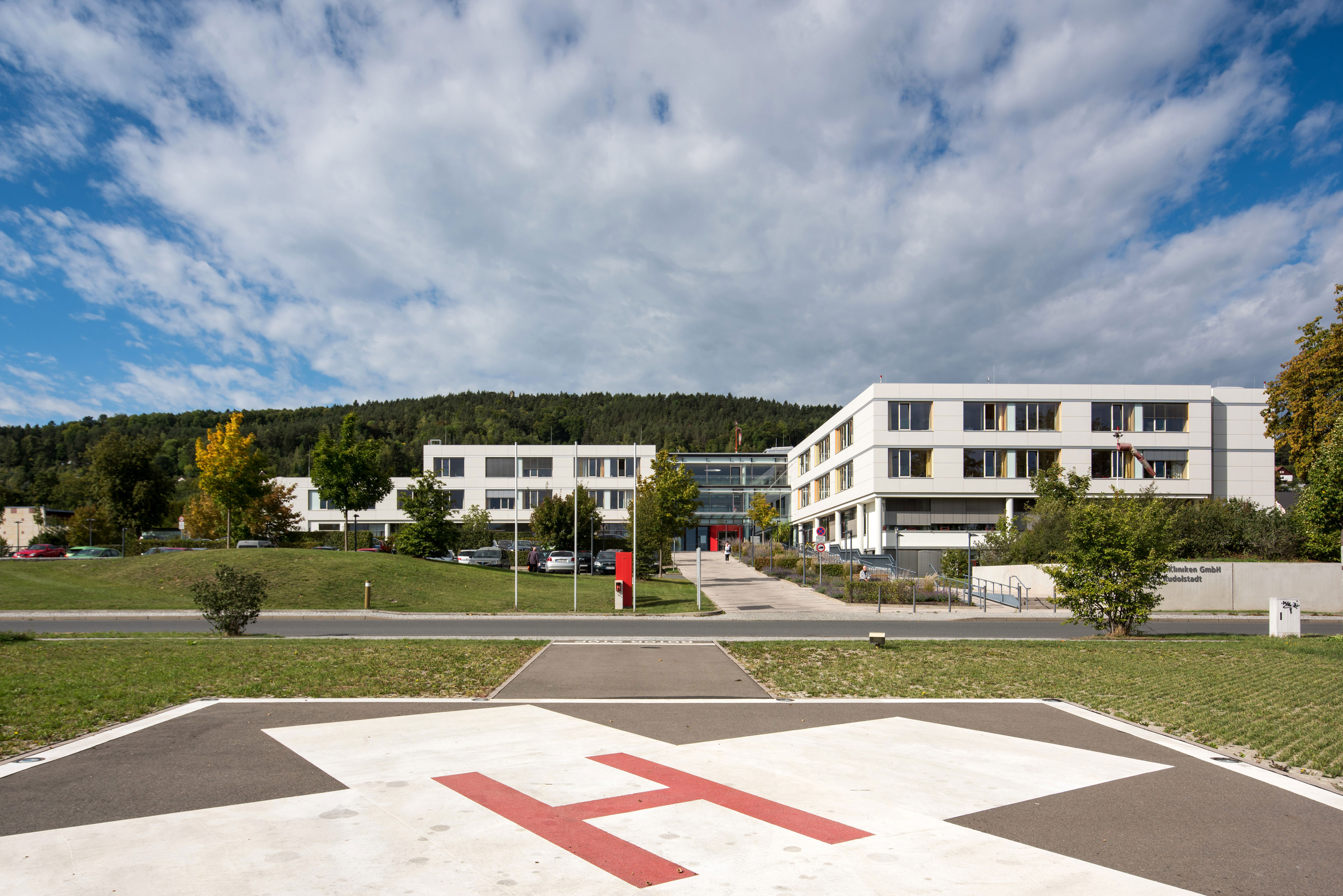
Klinikstandort Rudolstadt, Hugo-Trinckler-Straße 2–4
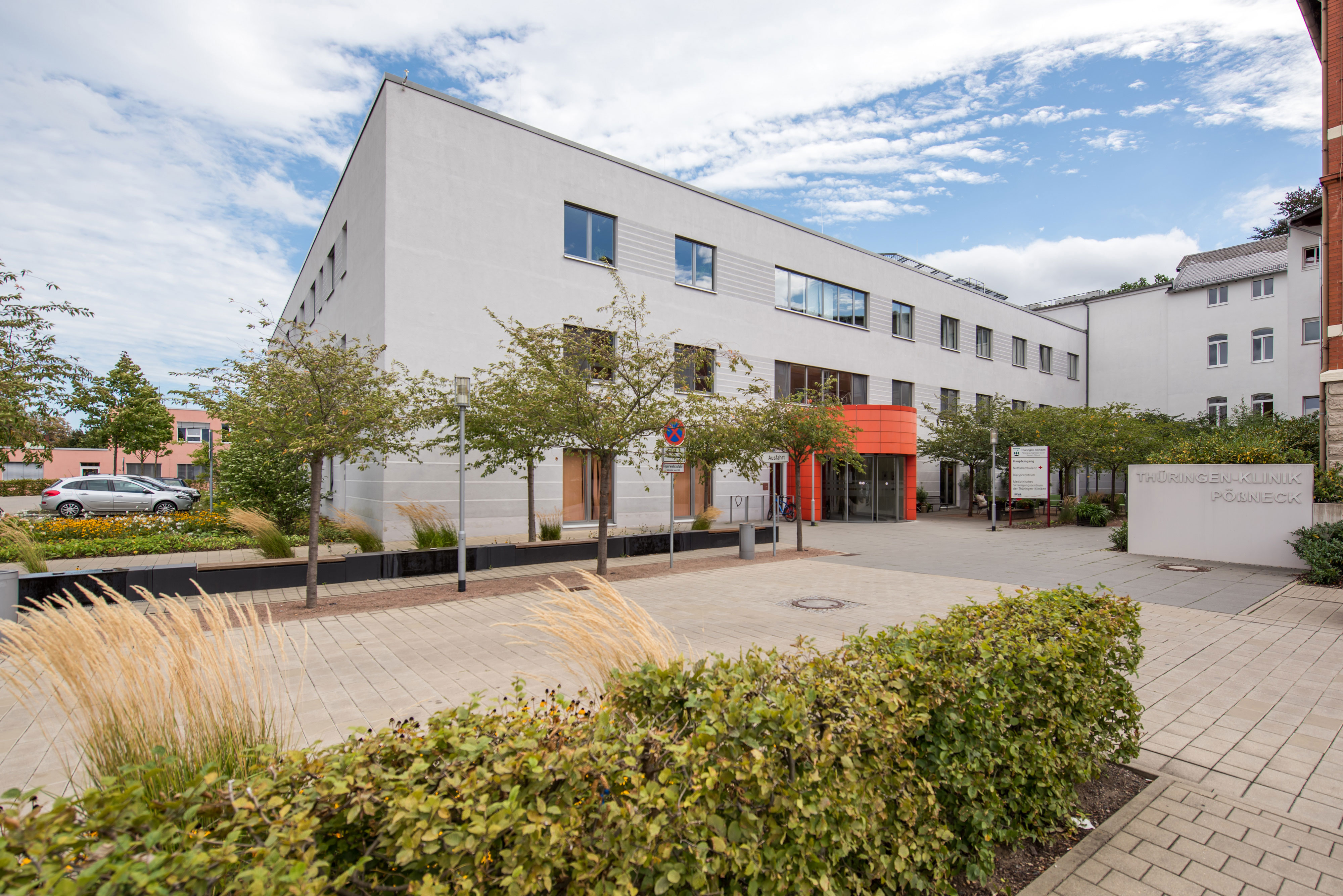
Klinikstandort Pößneck, Hohes Gässchen 8–10